# Вайсокс Тауншип (округ Бредфорд, Пенсільванія)
Вайсокс Тауншип (англ. Wysox Township) — селище (англ. township) в США, в окрузі Бредфорд штату Пенсільванія. Населення — 1573 особи (2020).

## Демографія
Згідно з переписом 2010 року, у селищі мешкала 1721 особа в 692 домогосподарствах у складі 488 родин. Було 800 помешкань
Расовий склад населення:
| - 96,7 % — білих - 0,6 % — азіатів - 0,5 % — корінних американців - 0,3 % — чорних або афроамериканців |

До двох чи більше рас належало 1,2 %. Частка іспаномовних становила 1,4 % від усіх жителів.
За віковим діапазоном населення розподілялося таким чином: 20,6 % — особи молодші 18 років, 61,2 % — особи у віці 18—64 років, 18,2 % — особи у віці 65 років та старші. Медіана віку мешканця становила 44,6 року. На 100 осіб жіночої статі у селищі припадало 103,9 чоловіків;  на 100 жінок у віці від 18 років та старших — 98,7 чоловіків також старших 18 років.
Середній дохід на одне домашнє господарство  становив 71 645 доларів США (медіана — 55 855), а середній дохід на одну сім'ю — 81 988 доларів (медіана — 61 806). Медіана доходів становила 45 469 доларів для чоловіків та 33 261 долар для жінок. За межею бідності перебувало 3,9 % осіб, у тому числі 1,3 % дітей у віці до 18 років та 1,4 % осіб у віці 65 років та старших.
Цивільне працевлаштоване населення становило 686 осіб. Основні галузі зайнятості: виробництво — 20,8 %, освіта, охорона здоров'я та соціальна допомога — 20,0 %, роздрібна торгівля — 13,4 %, науковці, спеціалісти, менеджери — 10,5 %.